# Patchanka
Patchanka és el primer àlbum de Mano Negra que va ser editat l'any 1988. Gravat el mateix any al Mix lt de París.

## Llista de cançons
| 1. "Mano Negra" 2. "Ronde De Nuit" 3. "Baby You're Mine" 4. "Indios De Barcelona" 5. "Rock Island Line" 6. "Noche De Accion" 7. "Darling Darling" 8. "Killin' Rats" 9. "Mala Vida" 10. "Takin' It Up" 11. "La Ventura" 12. "Lonesome Bop" 13. "Bragg Jack" 14. "Salga La Luna" | (Manuel Chao) (Manuel Chao) (Tradicional,arrenjament de Manuel Chao) (Manuel Chao) (Daniel Jaumet) (Manuel Chao) (Manuel Chao / Mamak Vachter) (Manuel Chao) | 1:44 2:55 2:34 3:03 2:45 1:46 2:24 2:53 3:40 2:28 2:57 2:32 3:34 |